# Фронт-енд веб развој
Фронт-енд веб развој је поступак креирања HTML, CSS и ЈаваСкрипт кода за вебсајт или веб апликацију који је видљив кориснику и са којим има директан контакт. Основни изазов који се јавља код фронт-енд веб развоја је да се алати и технике који се користе за његово креирање константно развијају тако да програмери морају стално да буду упознати на који начин се ова област развија.
Циљ дизајна вебсајта је да се обезбеди да корисници који њему приступе виде информације у формату који је лако читљив и пре свега релевантан. То се још више компликује чињеницом да корисници данас користе различите уређаје са различитим величинама екрана и резолуцијом, што приморава дизајнере да све ове појединости узимају у обзир приликом дизајна сајта. Они морају да обезбеде да се сајтови правилно приказују у различитим веб прегледачима, оперативним системима и уређајима, што захтева пажљиво планирање од стране програмера.

## Алати који се користе у фронт-енд развоју
Постоји много доступних алата који се могу користити за фронт-енд развој сајтова, па је разумевање тога који су алати најбоље уклапају за специфичне потребе, веома битно како би се направила разлика између развоја сајтова који се лако хакују и оних добро дизајнираних, скалабилних сајтова.

### HTML
HTML је основа развоја сваког сајта, без којег веб странице не би постојале. Хипертекст означава текст који садржи линкове тј. хиперлинкове у себи. Када се кликне на реч или фразу која садржи хиперлинк, корисник се преусмерава на другу веб страницу. Маркап језик означава да се текст може претворити у слике, табеле, линкове и друге репрезентације. HTML код обезбеђује фрејмворк који дефинише како ће сајт изгледати. HTML је развио Тим Бернерс-Ли. Најновија верзија HTML-а се назива HTML5 и објављена је 28. октобра 2014. године, као W3C препорука. Ова верзија садржи нов и ефикаснији начин рада са елементима као што су видео и аудио фајлови.

### CSS
CSS контролише презентациони слој сајта и омогућава му јединствен изглед. CSS управља стиловима на начин да оне на врху листе поставља изнад осталих стилова и укључује их на основу других аспеката, као што је величина или резолуција резолуција екрана на уређају.

### ЈаваСкрипт
ЈаваСкрипт је императивни програмски језика базиран на догађајима (насупрот HTML-а који је пример декларативног модела програмског језика) који се користи за трансформацију статичких HTML страница у динамичке. ЈаваСкрипт код користи тзв. Објектни модел документа (енгл. Document Object Model - DOM), који је дефинисан HTML стандардом, како би манипулисао веб страницом као одговор на догађаје, као што је унос корисника.
Коришћењем технике под називом Ајакс, ЈаваСкрипт код може такође да активно враћа садржај са Веба (независно од оригиналног HTML кода), као и да реагује на догађаје на серверу, што доноси динамичност у интеракцији са веб страницом.

## Циљеви развоја
Фронт-енд програмери морају да имају на уму следеће ставке приликом израде сајта, како би користећи доступне алате и технике успели у томе

### Приступачност
Због сталног развоја сајтова за мобилне уређаје, као што су паметни телефони и таблет рачунари, дизајнери морају да обезбеде да се сајтови правилно приказују у веб прегледачима на свим уређајима. То се постиже креирањем прилагодљивог веб дизајна коришћењем CSS-а.

### Перформансе
Циљ оптимизације перформанси је да се пренебегну проблеми са временом рендеровања, манипулацијом HTML-а, CSS-а и ЈаваСкрипта како би се омогућило да се сајтови брзо отварају.